# ローリーヒルズ (オレゴン州)
ローリーヒルズ（英: Raleigh Hills）は、アメリカ合衆国オレゴン州ポートランド都市圏に属する国勢調査指定地域。ワシントン郡南西の丘にあり、西でビーバートン、北でウェストスロープ、南でプログレスとガーデンホームにそれぞれ接する。2000年の国勢調査の時点における人口は5,865人だった。オレゴン州道10号線とオレゴン州道210号線の交差点付近に位置する。

## 歴史
『オレゴン・ジオグラフィック・ネームズ』によれば、ローリーヒルズの名称の由来は、この地域に住人であったローリー・ロビンソンである。ローリーと名付けられた郵便局がこの地に設立されたのは1892年4月のことであった。この郵便局は、12年後に閉局した。サザン・パシフィック鉄道のレッド・エレクトリック・ラインは1914年にローリーに停留所を構えた。この駅は同ラインが1930年に廃業するまで稼働していた。1968年、ポートランド郵便局のローリーヒルズ支局が設立した。ワシントン郡とビーバートン市の同意により、ローリーヒルズは2010年までにビーバートンに併合されることが予定されている。

## 地理
ローリーヒルズは、北緯5°29'5" 西経122°45'20"（45.484790, -122.755575）に位置している。
アメリカ合衆国国勢調査局の調べによれば、ローリーヒルズの総面積は4 km²（1.5 mi²）で、その全域が陸地である。

## 人口動静

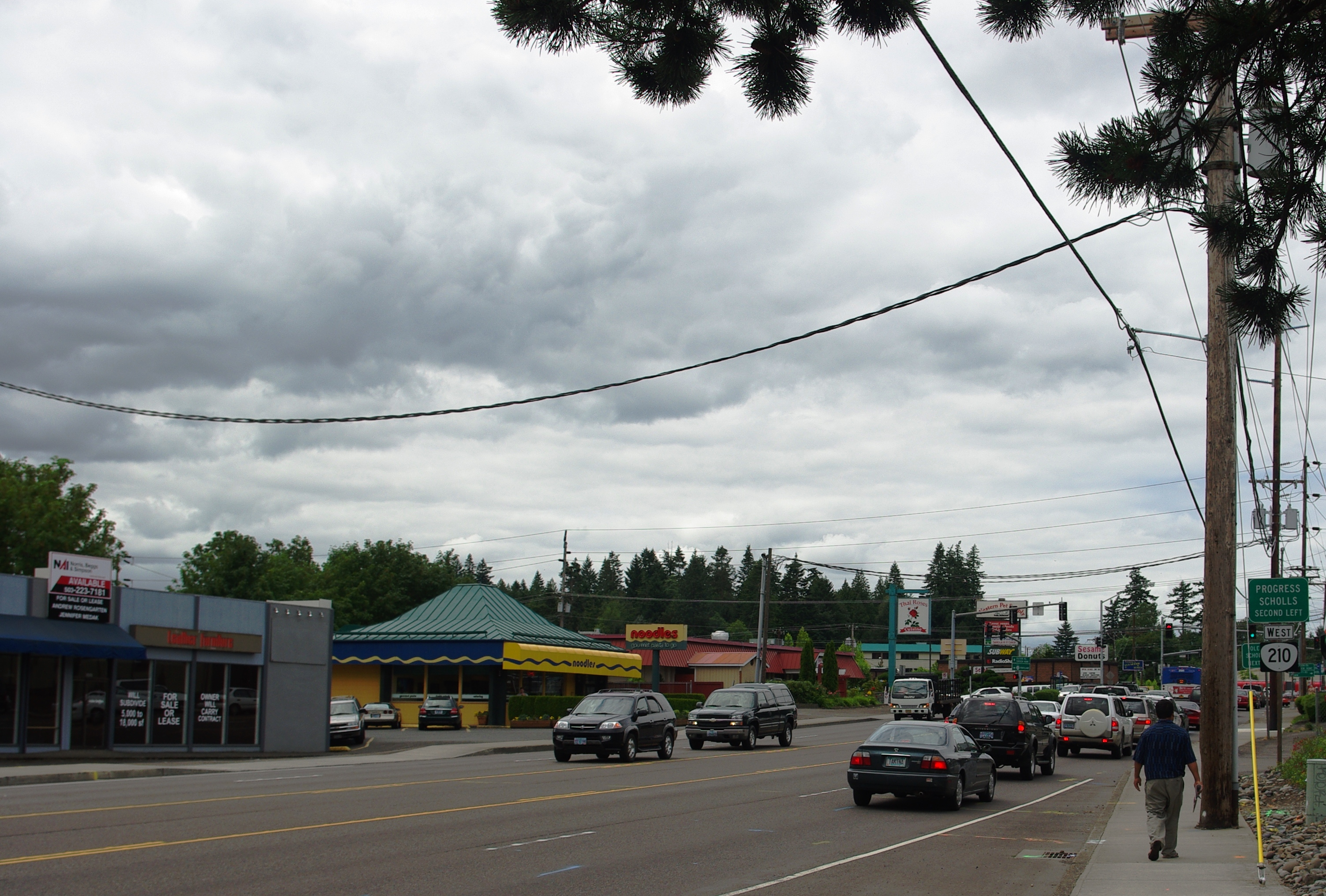
ビーバートン＝ヒルズデール・ハイウェイ沿いの商業地域

以下は2000年の国勢調査による人口統計データである。
- 人口: 5,865人
- 世帯数: 2,586世帯
- 家族数: 1,561家族
- 人口密度: 1,480.1人/km²（3,829.5人/mi²）
- 住居数: 2,786軒
- 住居密度: 703.1軒/km²（1,819.1軒/mi²）

人種別人口構成
- 白人: 90.08%
- アジア人: 3.10%
- アフリカン・アメリカン: 0.99%
- ネイティブ・アメリカン: 0.31%
- 太平洋諸島系: 0.19%
- その他の人種: 3.34%
- 混血: 1.99%
- ヒスパニック・ラテン系: 5.75%

年齢別人口構成
- 18歳未満: 21.5%
- 18-24歳: 6.5%
- 25-44歳: 25.6%
- 45-64歳: 28.2%
- 65歳以上: 18.2%
- 年齢の中央値: 43歳
- 性比（女性100人あたり男性の人口）
  - 総人口: 95.3
  - 18歳以上: 90.4

世帯と家族（対世帯数）
- 18歳未満の子供がいる: 25.6%
- 結婚・同居している夫婦: 50.8%
- 未婚・離婚・死別女性が世帯主: 6.3%
- 非家族世帯: 39.6%
- 単身世帯: 33.4%
- 65歳以上の老人1人暮らし: 12.5%
- 平均構成人数
  - 世帯: 2.26人
  - 家族: 2.91人

### 収入
収入と家計
- 収入の中央値
  - 世帯: 60,714米ドル
  - 家族: 83,300米ドル
  - 性別
    - 男性: 60,186米ドル
    - 女性: 34,769米ドル
- 人口1人あたり収入: 37,839米ドル
- 貧困線以下
  - 対人口: 7.4%
  - 対家族数: 5.0%
  - 18歳未満: 11.7%
  - 65歳以上: 2.0%